# Eugen Chebac
Eugen Chebac (n. 22 iulie 1951, Tecuci, Galați, România) este un politician român, fost președinte al Consiliului Județului Galați în perioada 2008-2012.

## Biografie

### Educație
- Institutul de Marină Constanța (1975-1979) - Inginer exploatare
- Universitatea Danubius Galați, Facultatea de Științe Economice (2004-2007) - Masterat în Management financiar și administrație publică
- Universitatea Danubius Galați, Facultatea de Drept (2004-2007) - Masterat în Administrație publică europeană

Apartenență la asociații profesionale: membru al Clubului Rotary – Asociația District 2241
Apartenență politică: Partidul Social Democrat, vicepreședinte al Organizației Județene Galați, membru al Consiliului Național PSD
Poziția actuală în organizație: Președinte al Consiliului Județului Galați
Calificări cheie/atribuții:  
- Reprezintă județul în relațiile cu celelalte autorități publice, cu persoanele fizice și juridice române și străine, precum și în justiție;
- Conduce aparatul de specialitate al consiliului județean și coordonează funcționarea instituțiilor și serviciilor publice de interes județean și a societăților comerciale și regiilor autonome de interes județean;
- Vicepreședintele Consiliului de Dezvoltare al Regiunii de Dezvoltare Sud-Est, reprezentând județul Galați;
- Președintele Consiliului Euroregiunii "Dunărea de Jos", reprezentând județul Galați;
- Membru în cadrul Comitetului Regional de Evaluare Strategică și Corelare pentru Programul Operațional Regional;
- Membru al Comitetului Comun de Monitorizare a Programului Operational - Comun România - Ucraina - Republica Moldova;
- Cunoștințe privind procedurile de achiziție de bunuri, servicii și lucrări în conformitate cu legislația românească;

### Experiența profesională
- Iunie 2008 - prezent - Consiliul Județului Galați - Președinte - Reprezentarea județului în relațiile cu celelalte autorități publice, cu persoanele fizice și juridice române și străine, precum și în justiție

Conducerea aparatului de specialitate al consiliului județean și coordonarea funcționării instituțiilor și serviciilor publice de interes județean și a societăților comerciale și regiilor autonome de interes județean
- 2005-2008 - Consiliul Județului Galați - Vicepreședinte - Coordonarea activității în conformitate cu atribuțiile prevăzute de lege și împuternicirile date de președintele Consiliului Județului
- 2000-2005 - Consiliul Județului Galați - Consilier Județean - Șeful Comisiei Buget – Finanțe și Patrimoniu a Consiliului Județului Galați
- 2003-2005 - S.C. Metal Trade International S.R.L. - Director producție - Coordonarea activității de investiții și producție a societății
- 1999-2003 - S.C. Port Bazinul Nou S.A. Galați - Manager general - Coordonarea activității societății, inclusiv a activității de contractare și investiții
- 1996-1999 - S.C. Docuri S.A. Galați - Manager general - Coordonarea activității societății, inclusiv a activității de contractare și investiții
- 1989-1999 - Compania Maritimă Română S.A. - Reprezentant în țară și străinătate - Activități de contractare și litigii maritime
- 1982-1989 - Flota IV Galați - Șef Secție Exploatare Nave - Managementul transporturilor maritime
- 1979-1982 - IEFM NAVROM Constanța - Ofițer maritim internațional - Coordonare nave